# New Era Hart Foundation
New Era Hart Foundation (o simplemente The Hart Foundation) es un stable de lucha libre profesional en Major League Wrestling, actualmente compuesto por Davey Boy Smith Jr. y Brian Pillman Jr. y anteriormente Teddy Hart. El grupo es la última encarnación de la The Hart Foundation, que fue formada por MLW en 2018. El trío disfrutó del éxito, ya que fueron excampeones mundiales de Tag Team en la promoción, defendiendo el título bajo la regla de Freebird. Además, Teddy Hart es un campeón mundial de peso mediano como parte del grupo Hart fue lanzado por MLW el 6 de diciembre de 2019.

## Historia
El 14 de junio, Major League Wrestling anunció en su sitio web que iba a comenzar una nueva encarnación de la famosa Fundación Hart, que consistiría en los miembros de la familia Hart, Teddy Hart y Davey Boy Smith Jr., junto con Brian Pillman Jr. , el hijo de Brian Pillman, exmiembro de una encarnación anterior de la Fundación Hart. Pillman hizo su debut televisado en MLW en el episodio del 3 de agosto de Fusion, donde mostró respeto por Kevin Sullivan al aceptarlo como su mentor. La Fundación Hart hizo su debut en el episodio del 17 de agosto de Fusioncomo un trío con Pillman actuando como el esquinero de Hart y Smith, quienes derrotaron a ACH y Rich Swann después de que Pillman golpeó a Swann con su bastón. El trío se estableció como un grupo villano y despotricaron contra la gerencia de MLW, que incluía a Pillman atacando a su mentor Kevin Sullivan y atacándolo junto con Hart y Smith en el episodio del 31 de agosto de Fusion. La Fundación Hart dominaría la competencia al derrotar a The Stud Stable y al equipo de ACH Rich Swann y Marko Stunt en Fusion. 
El equipo pronto encontraría el éxito del campeonato cuando Hart ganó el vacante Campeonato Mundial de Peso Medio al derrotar a Dezmond Xavier, El Hijo de LA Park, Gringo Loco y Kotto Brasil en un enfrentamiento de cinco vías en el primer episodio en vivo de Fusion el 14 de diciembre. Pillman y Smith continuaron teniendo éxito en la competencia por equipos de etiqueta. La racha ganadora de la Fundación Hart les valió una oportunidad por el título para el Campeonato Mundial de Parejas contra The Lucha Brothers en SuperFight el 2 de febrero de 2019, que Smith y Hart ganaron, convirtiendo así a Hart en un doble campeón. Pillman también fue reconocido como un campeón a través deRegla de Freebird, que requería dos de los tres miembros para defender los títulos.
En el episodio del 16 de febrero de Fusion , Hart defendió con éxito el Campeonato Mundial de Peso Mediano contra MJF, después de lo cual Richard Holliday se unió a MJF para atacar a Hart. Como resultado, Holliday y MJF formaron una alianza llamada The Dynasty y comenzaron a pelear con la Fundación Hart, lo que llevó a la Fundación Hart a convertirse en un heroico establo. Smith y Hart defendieron el World Tag Team Championship contra Dynasty en el episodio del 16 de marzo de Fusion, donde Dynasty fue descalificado después de que Alexander Hammerstone se uniera a Dynasty atacando a la Fundación Hart, comenzando una larga disputa entre los dos stables. En el episodio del 27 de abril de Fusion, Hart Foundation sufrió su primera derrota cuando fueron derrotados por la dinastía en un partido de mesa de seis hombres. Pillman y Hammerstone calificarían para la final de un torneo para coronar al campeón inaugural nacional de peso abierto en Fury Road, que ganó Hammerstone. Pillman y Hart perderían los títulos ante Dynasty en un combate de escalera en el episodio del 13 de julio de Fusion. Smith y Hart recibieron una revancha por los títulos en un partido de dos de tres caídas contra la Dinastía en el episodio del 21 de septiembre de Fusion, en el que no tuvieron éxito debido a la interferencia de Austin Aries, quien exigió una oportunidad por el título del Campeonato Mundial de Peso Medio contra Hart .
Los tres miembros de la Fundación Hart competirían en partidos individuales por separado en Saturday Night SuperFight, donde Hart defendió con éxito el Campeonato Mundial de Peso Medio contra Austin Aries, Smith no pudo ganar el Campeonato Nacional de Peso Abierto de Alexander Hammerstone y Pillman perdió ante Low Ki. En el episodio del 11 de noviembre de Fusion, Hart perdió su título ante Myron Reed después de que el miembro de The Contra Unit, Josef Samael, lanzó una bola de fuego sobre Hart. Esto marcaría la última aparición de Hart en MLW cuando fue lanzado por la promoción el 6 de diciembre. Smith y Pillman entraron al torneo de la Copa de la Ópera., una reliquia familiar entregada a la gerencia de MLW por Teddy Hart ya que el trofeo de la Copa de la Opera había sido ganado por su abuelo Stu Hart en 1948. Smith y Pillman llegaron a la ronda final del torneo, que Smith ganó.

## Campeonatos y logros
- Major League Wrestling
  - MLW World Middleweight Championship (1 vez) – Teddy Hart
  - MLW World Tag Team Championship (1 vez)
  - Opera Cup (2019) – Davey Boy Smith, Jr.
  - Wrestler of the Year (2018) – Teddy Hart[1]

- Pro Wrestling Illustrated
  - Clasificado Davey Boy Smith Jr. No. 253 de los 500 mejores luchadores individuales en el  PWI 500 en 2018[2]
  - Clasificado Teddy Hart No. 301 de los 500 mejores luchadores individuales en el PWI 500 en 2019[3]
  - Clasificado Brian Pillman Jr. No. 411 de los 500 mejores luchadores de los 500 mejores luchadores individuales en el PWI 500 in 2019[3]